# 伯爾采什蒂鄉
45°6′N 26°8′E / 45.100°N 26.133°E
伯爾采什蒂鄉（羅馬尼亞語：Comuna Bălțești, Prahova），是羅馬尼亞的鄉份，位於該國中南部，由普拉霍瓦縣負責管轄，面積37平方公里，海拔高度201米，2007年人口3,582，人口密度每平方公里97人。